# Vahide Perçin
Vahide Perçin, znana też jako: Vahide Gördüm (ur. 13 czerwca 1965 w Izmirze) – turecka aktorka filmowa i telewizyjna.

## Życiorys
Ukończyła studia na uniwersytecie Dokuz Eylül w Izmirze. Zadebiutowała w filmie w 2004 rolą Suzan Kozan w serialu telewizyjnym Bir Istanbul masali. Za rolę w filmie İlk Aşk została wyróżniona nagrodą dla najlepszej aktorki na Festiwalu Filmowym w Adanie (2007). W 2011 zachorowała na raka, co przerwało na pewien czas jej karierę aktorską. W latach 2013–2014 występowała w serialu Wspaniałe stulecie, wcielając się w rolę sułtanki Hürrem.
W 1991 wyszła za mąż za aktora Altana Gördüma, z którym występowała razem w teatrze w Izmirze. Wkrótce para aktorska przeniosła się do Stambułu, gdzie przyszła na świat ich córka, Alize. W 2013 para się rozwiodła.

## Filmografia

### Seriale
- 2003-2005: Bir Istanbul masali jako Suzan Kozan
- 2005-2007: Hirsiz polis jako Fulya
- 2007–2009: Annem jako Zeynep Egilmez
- 2011–2012: Adını Feriha Koydum jako Zehra Yilmaz
- 2013–2014: Wspaniałe stulecie jako Sułtanka Hurrem
- 2012-2013: Merhaba Hayat jako Deniz Korel
- 2016: Göç Zamani jako Cennet
- 2016-2017: Anne jako Gonul Aslan
- 2018-2019: Bir Zamanlar Çukurova jako Hünkar Yaman

### Filmy
- 2006: Ilk Ask jako Nevin
- 2008: Samochody rewolucji jako Suna
- 2011: Zefir: Belma Bas jako Ay
- 2019: Kapi jako Semsa